# The Open Championship

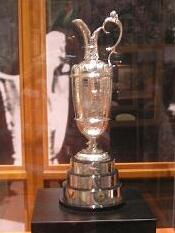
Claret Jug uit 1873

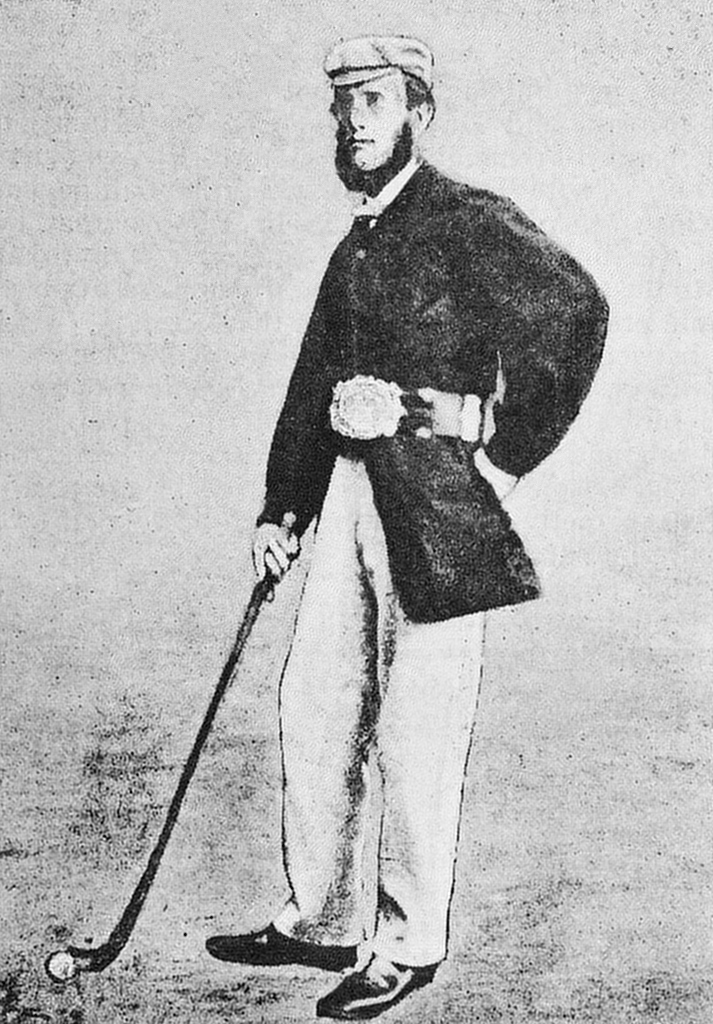
Willie Park sr. met de Championships-trofee: een gordel

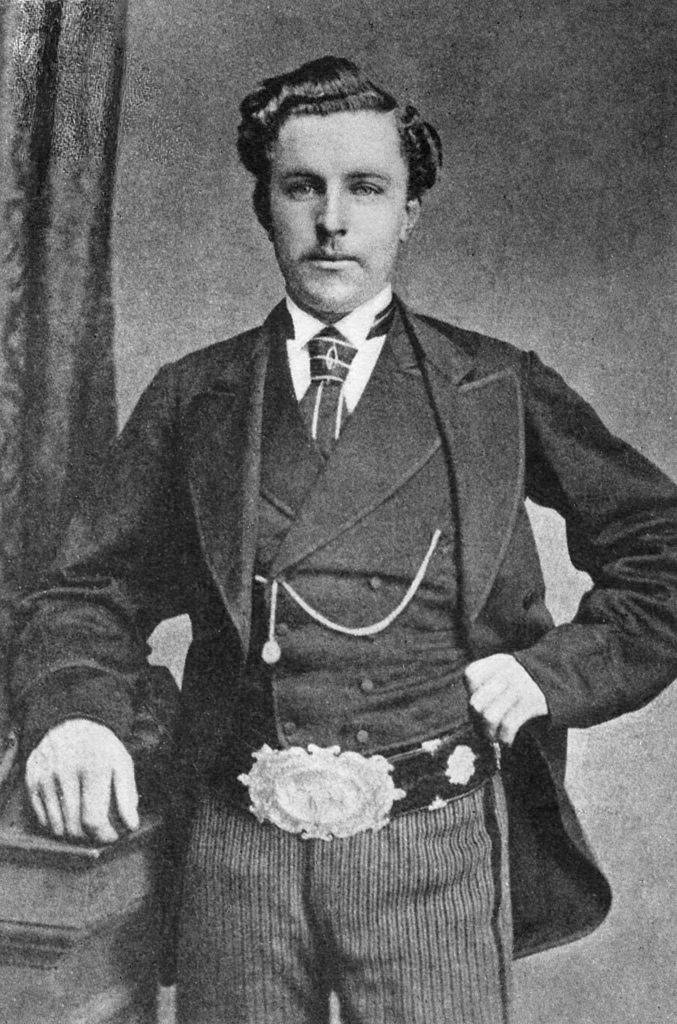
Tom Morris met de trofee

The Open Championship wordt beschouwd als het oudste en meest prestigieuze golftoernooi van de wereld.

## Geschiedenis
Het werd voor het eerst georganiseerd in oktober 1860 op Prestwick, en de eerste elf edities vonden op deze zelfde golfbaan plaats.
Na een jaar zonder toernooi werd in 1872 begonnen met een rotatiesysteem tussen verschillende golfbanen in Schotland. In 1886 stelde de Dalhousie Golf Club van Carnoustie de trofee ter beschikking. In 1894 was Royal St George's (nabij Sandwich in Kent) de eerste baan buiten Schotland waar het toernooi plaatsvond.
In 1892 werd het toernooi uitgebreid tot 72 holes. In dat jaar moesten toeschouwers voor het eerst entreegeld betalen. Dit was het enige toernooi waar twee keer een cut werd toegepast, na ronde 2 en na ronde 3. Dit werd pas na 1985 gereduceerd tot een enkele cut na de tweede ronde.

## Omschrijving
The Open is een van de vier zogenaamde Majors in golf, en het enige dat in Europa plaatsvindt; de andere drie zijn de Masters, het US Open en het PGA Championship in de Verenigde Staten. Het Amerikaanse prijzengeld telt niet voor de Europese ranking.
De benaming "Open" betekent dat er zowel beroeps- als amateurspelers kunnen deelnemen.
Het toernooi wordt elk jaar in juli gehouden en verandert jaarlijks van locatie; bekende golfbanen die The Open hebben ontvangen zijn o.a.:
- De 'Old Course' van St Andrews
- Royal Troon Golf Club
- Royal St George's Golf Club
- De 'Championship Course' van de Carnoustie Golf Club
- Royal Lytham & St. Annes Golf Club
- Muirfield Golf Links bij Edinburgh
- Royal Liverpool Golf Club
- Royal Birkdale Golf Club

De week voor het Britse Open wordt altijd het Schotse Open gespeeld. Spelers die voor het Britse Open overkomen uit verre landen, kunnen dan een week acclimatiseren. Jarenlang werd het Dutch Open gespeeld in de week na het Britse Open, om op die manier spelers aan te kunnen trekken uit de Verenigde Staten en Australië.

## Medailles
Niet alleen de winnaar krijgt een prijs. Ieder jaar worden verschillende trofeeën uitgereikt:
- De 'Challenge Belt' was de oorspronkelijke prijs voor de winnaar, en werd uitgereikt van 1860 - 1870, De laatste winnaar was Young Tom Morris, die hem driemaal achter elkaar won en toen mocht houden. In 1871 werd het Open niet gespeeld omdat er nog geen nieuwe prijs was bedacht. Op 11 september 1872 werd overeenstemming bereikt tussen Prestwick, the Honourable Company of Edinburgh Golfers en The Royal and Ancient Golf Club dat zij samen een nieuwe prijs zouden kopen. Tom Morris won het Open dat jaar en kreeg een medaille.
- De nieuwe prijs, de 'Claret Jug', heet officieel 'The Golf Champion Trophy' en werd in Edinburg gemaakt. Het zilvermerk dateert uit 1873. Hij wordt sinds 1873 aan de winnaar uitgereikt, maar wordt nooit diens eigendom. De naam van Tom Morris is er in 1873 ingegraveerd samen met de naam van de winnaar van 1873, Tom Kidd.
Er staat een replica van de Claret Jug in het Britse Golfmuseum.
- De 'Gold medal' is voor de winnaar. Hij mag deze houden. Hij werd in 1872 voor het eerst uitgereikt, omdat de Claret Jug nog niet klaar was, maar sindsdien heeft iedere winnaar een gouden medaille gekregen. Als een speler het Open drie keer wint, krijgt hij een replica van de Claret Jug.
- De 'Silver medal' is voor de beste amateur, en wordt sinds 1949 uitgereikt. Guy Wolstenholme eindigde op de 2de plaats, Justin Rose eindigde op de 4de plaats, Robert Reid Jack en Chris Wood op de 5de plaats en Joe Carr op de 8ste plaats; zij zijn de enige vijf amateurs die sinds 1949 in de top-10 eindigden.
- De 'Bronze medal' is voor de andere amateurs die de laatste ronde spelen, en wordt sinds 1972 uitgereikt. Het gebeurt niet vaak dat er twee of meer amateurs zich voor het weekend kwalificeren. De bronzen medaille werd uitgereikt aan Ricky WIllison (1987), Robert Karlsson (1989), Phil Mickelson (1991), Sergio García en Didier De Vooght (1998), Matthew Richardson (2005), Eric Ramsay (2005), Edoardo Molinari (2005, 2006) en Thomas Sherreard (2008). 
In 1952 deden er tien amateurs mee waarvan er vijf het weekend haalden.

De Britse PGA heeft nog een aantal prijzen voor hun eigen leden:
- De 'Ryle Memorial Medal' is voor de winnaar, als hij lid is van de Britse PGA. Deze wordt sinds 1901 uitgereikt.
- De 'Braid Taylor Memorial Medal' is voor de beste Britse of Ierse speler die lid is van de Britse PGA. Deze wordt sinds 1966 uitgereikt.
- De 'Tooting Bec Cup' is voor het lid van de Britse PGA die de laagste ronde heeft gemaakt. Hij of een van zijn ouders moet in het Verenigd Koninkrijk of in Ierland geboren zijn.

## Spelers met de meeste overwinningen
Stand: 2011
- Harry Vardon (6 overwinningen tussen 1896 en 1914)
- John Henry Taylor (5 overwinningen tussen 1894 en 1914 en 6 tweede plaatsen)
- James Braid (5 overwinningen tussen 1901 en 1910)
- Peter Thomson (5 overwinningen tussen 1954 en 1965)
- Tom Watson (5 overwinningen tussen 1975 en 1983)
- Walter Hagen (4 overwinningen tussen 1922 en 1929)
- Bobby Locke (4 overwinningen tussen 1949 en 1957)
- Willie Park (winnaar van het allereerste open en 4 overwinningen tussen 1860 en 1875)
- Tom Morris sr. en Tom Morris jr. (telkens 4 overwinningen tussen 1861 en 1872)
- Jack Nicklaus (3 overwinningen en 7 tweede plaatsen tussen 1964 en 1979)
- Jamie Anderson (3 overwinningen tussen 1877 en 1879)
- Bob Ferguson (3 overwinningen tussen 1880 en 1882)
- Robert Tyre Jones jr. (3 overwinningen tussen 1926 en 1930)
- Henry Cotton (3 overwinningen tussen 1934 en 1948)
- Gary Player (3 overwinningen tussen 1959 en 1974)
- Severiano Ballesteros (3 overwinningen tussen 1979 en 1988)
- Nick Faldo (3 overwinningen tussen 1987 en 1992)
- Tiger Woods (3 overwinningen tussen 2000 en 2006)

## Winnaars
PO = winnaar na play-off
| Jaar                                      | Baan                                         | Winnaar                                      | Score                                        | Score                                        | 1ste prijs                                   | Silver Medal                |
| ----------------------------------------- | -------------------------------------------- | -------------------------------------------- | -------------------------------------------- | -------------------------------------------- | -------------------------------------------- | --------------------------- |
| 2025                                      | Royal Portrush Golf Club                     | Scottie Scheffler                            | 267                                          | -17                                          | € 2.668.467,60                               | Harris English              |
| 2024                                      | Royal Troon Golf Club                        | Xander Schauffele                            | 275                                          | -9                                           | € 2.846.593,60                               | Calum Scott                 |
| 2023                                      | Royal Liverpool Golf Club                    | Brian Harman                                 | 271                                          | -13                                          | € 3.600.000                                  | Christo Lamprecht           |
| 2022                                      | St Andrews Links                             | Cameron Smith                                | 268                                          | -20                                          | € 2.500.000                                  | Filippo Celli               |
| 2021                                      | Royal St George's Golf Club                  | Collin Morikawa                              | 265                                          | -15                                          | € 2.070.000                                  | Matthias Schmid             |
| 2020                                      | niet gespeeld vanwege covid                  | niet gespeeld vanwege covid                  | niet gespeeld vanwege covid                  | niet gespeeld vanwege covid                  | niet gespeeld vanwege covid                  | niet gespeeld vanwege covid |
| 2019                                      | Royal Portrush Golf Club                     | Shane Lowry                                  | 269                                          | -15                                          | $ 1.935.000                                  | =                           |
| 2018                                      | Carnoustie Golf Club                         | Francesco Molinari                           | 276                                          | -8                                           | € 1.625.387                                  | Sam Locke                   |
| 2017                                      | Royal Birkdale Golf Club                     | Jordan Spieth                                | 268                                          | -12                                          | £1.419.777                                   | Alfie Plant                 |
| 2016                                      | Royal Troon Golf Club                        | Henrik Stenson                               | 264                                          | -20                                          | £1.175.000                                   | =                           |
| 2015                                      | St Andrews Links                             | Zach Johnson PO                              | 273                                          | -15                                          | £1.150.000                                   | Jordan Niebrugge            |
| 2014                                      | Royal Liverpool Golf Club                    | Rory McIlroy                                 | 271                                          | -17                                          | £975.000                                     | =                           |
| 2013                                      | Muirfield Golf Links                         | Phil Mickelson                               | 281                                          | -3                                           | £945.000                                     | Matthew Fitzpatrick         |
| 2012                                      | Royal Lytham & St. Annes Golf Club           | Ernie Els                                    | 273                                          | -7                                           | £900.000                                     | =                           |
| 2011                                      | Royal St George's Golf Club                  | Darren Clarke                                | 275                                          | -5                                           | £900.000                                     | Tom Lewis                   |
| 2010                                      | St Andrews Links, Old Course                 | Louis Oosthuizen                             | 272                                          | -16                                          | £850.000                                     | Jin Jeong                   |
| 2009                                      | Turnberry Golf Club                          | Stewart Cink PO                              | 278                                          | -2                                           | £750.000                                     | Matteo Manassero            |
| 2008                                      | Royal Birkdale Golf Club                     | Pádraig Harrington                           | 283                                          | +3                                           | £750.000                                     | Chris Wood                  |
| 2007                                      | Carnoustie                                   | Pádraig Harrington PO                        | 277                                          | -7                                           | £750.000                                     | Rory McIlroy                |
| 2006                                      | Royal Liverpool Golf Club                    | Tiger Woods                                  | 270                                          | -18                                          | £720.000                                     | Marius Thorp                |
| 2005                                      | St Andrews Links, Old Course                 | Tiger Woods                                  | 274                                          | -14                                          | £720.000                                     | Lloyd Saltman               |
| 2004                                      | Royal Troon Golf Club                        | Todd Hamilton PO                             | 274                                          | -10                                          | £720.000                                     | Stuart Wilson               |
| 2003                                      | Royal St George's Golf Club                  | Ben Curtis                                   | 283                                          | -1                                           | £700.000                                     | =                           |
| 2002                                      | Muirfield Golf Links                         | Ernie Els                                    | 278                                          | -6                                           | £700.000                                     | =                           |
| 2001                                      | Royal Lytham & St. Annes Golf Club           | David Duval                                  | 274                                          | -10                                          | £600.000                                     | David Dixon                 |
| 2000                                      | St Andrews Links, Old Course                 | Tiger Woods                                  | 269                                          | -19                                          | £500.000                                     | =                           |
| 1999                                      | Carnoustie                                   | Paul Lawrie                                  | 290                                          | +6                                           | £350.000                                     | =                           |
| 1998                                      | Royal Birkdale Golf Club                     | Mark O'Meara                                 | 280                                          | par                                          | £300.000                                     | Justin Rose                 |
| 1997                                      | Royal Troon Golf Club                        | Justin Leonard                               | 272                                          | -12                                          | £250.000                                     | Barclay Howard              |
| 1996                                      | Royal Lytham & St. Annes Golf Club           | Tom Lehman                                   | 271                                          | -13                                          | £200.000                                     | Tiger Woods                 |
| 1995                                      | St Andrews Links, Old Course                 | John Daly                                    | 282                                          | -6                                           | £125.000                                     | Steve Webster               |
| 1994                                      | Turnberry Golf Club                          | Nick Price                                   | 268                                          | -12                                          | £110.000                                     | Warren Bennett              |
| 1993                                      | Royal St George's                            | Greg Norman                                  | 267                                          | -13                                          | £100.000                                     | Iain Pyman                  |
| 1992                                      | Muirfield Golf Links                         | Nick Faldo                                   | 272                                          | -12                                          | £95.000                                      | Daren Lee                   |
| 1991                                      | Royal Birkdale Golf Club                     | Ian Baker-Finch                              | 272                                          | -8                                           | £90.000                                      | Jim Payne                   |
| 1990                                      | St Andrews Links, Old Course                 | Nick Faldo                                   | 270                                          | -18                                          | £85.000                                      | =                           |
| 1989                                      | Royal Troon Golf Club                        | Mark Calcavecchia                            | 275                                          | -13                                          | £80.000                                      | Russell Claydon             |
| 1988                                      | Royal Lytham & St. Annes Golf Club           | Seve Ballesteros                             | 273                                          | -11                                          | £80.000                                      | Paul Broadhurst             |
| 1987                                      | Muirfield Golf Links                         | Nick Faldo                                   | 279                                          | -5                                           | £75.000                                      | Paul Mayo                   |
| 1986                                      | Turnberry Golf Club                          | Greg Norman                                  | 280                                          | par                                          | £70.000                                      | =                           |
| 1985                                      | Royal St George's Golf Club                  | Sandy Lyle                                   | 282                                          | +2                                           | £65.000                                      | José María Olazábal         |
| 1984                                      | St Andrews Links, Old Course                 | Seve Ballesteros                             | 276                                          | -12                                          | £55.000                                      | =                           |
| 1983                                      | Royal Birkdale Golf Club                     | Tom Watson                                   | 275                                          | -9                                           | £40.000                                      | =                           |
| 1982                                      | Royal Troon Golf Club                        | Tom Watson                                   | 284                                          | -4                                           | £32.000                                      | Malcolm Lewis               |
| 1981                                      | Royal St George's Golf Club                  | Bill Rogers                                  | 276                                          | -4                                           | £25.000                                      | Hal Sutton                  |
| 1980                                      | Muirfield Golf Links                         | Tom Watson                                   | 271                                          | -13                                          | £25.000                                      | Jay Sigel                   |
| 1979                                      | Royal Lytham & St. Annes Golf Club           | Seve Ballesteros                             | 283                                          | -1                                           | £15.000                                      | Peter McEvoy                |
| 1978                                      | St Andrews Links, Old Course                 | Jack Nicklaus                                | 281                                          | -7                                           | £12.500                                      | Peter McEvoy                |
| 1977                                      | Turnberry Golf Club                          | Tom Watson                                   | 268                                          | -12                                          | £10.000                                      | =                           |
| 1976                                      | Royal Birkdale Golf Club                     | Johnny Miller                                | 279                                          | -9                                           | £7500                                        | =                           |
| 1975                                      | Carnoustie                                   | Tom Watson PO                                | 279                                          | -5                                           | £7500                                        | =                           |
| 1974                                      | Royal Lytham & St. Annes Golf Club           | Gary Player                                  | 282                                          | -2                                           | £5500                                        | =                           |
| 1973                                      | Royal Troon Golf Club                        | Tom Weiskopf                                 | 276                                          | -12                                          | £5500                                        | Danny Edwards               |
| 1972                                      | Muirfield Golf Links                         | Lee Trevino                                  | 278                                          | -6                                           | £5500                                        | =                           |
| 1971                                      | Royal Birkdale Golf Club                     | Lee Trevino                                  | 278                                          | -10                                          | £5500                                        | Michael Bonallack           |
| 1970                                      | St Andrews Links, Old Course                 | Jack Nicklaus PO                             | 283                                          | -5                                           | £5250                                        | Steve Melnyk                |
| 1969                                      | Royal Lytham & St. Annes Golf Club           | Tony Jacklin                                 | 280                                          | -4                                           | £4250                                        | Peter Tupling               |
| 1968                                      | Carnoustie                                   | Gary Player                                  | 289                                          | +1                                           | £3000                                        | Michael Bonallack           |
| 1967                                      | Royal Liverpool Golf Club                    | Roberto De Vicenzo                           | 278                                          | -10                                          | £2100                                        | =                           |
| 1966                                      | Muirfield Golf Links                         | Jack Nicklaus                                | 286                                          | +2                                           | £2100                                        | Ronnie Shade                |
| 1965                                      | Royal Birkdale Golf Club                     | Peter Thomson                                | 285                                          | -3                                           | £1750                                        | Michael Burgess             |
| 1964                                      | St Andrews Links, Old Course                 | Tony Lema                                    | 279                                          | -9                                           | £1500                                        | =                           |
| 1963                                      | Royal Lytham & St. Annes Golf Club           | Bob Charles PO                               | 277                                          | -7                                           | £1500                                        | =                           |
| 1962                                      | Royal Troon Golf Club                        | Arnold Palmer                                | 276                                          | -12                                          | £1400                                        | =                           |
| 1961                                      | Royal Birkdale Golf Club                     | Arnold Palmer                                | 284                                          | -4                                           | £1400                                        | Ronals White                |
| 1960                                      | St Andrews Links, Old Course                 | Kel Nagle                                    | 278                                          | -10                                          | £1250                                        | Guy Wolstenholme            |
| 1959                                      | Muirfield Golf Links                         | Gary Player                                  | 284                                          | par                                          | £1000                                        | Robert Reid Jack            |
| 1958                                      | Royal Lytham & St. Annes Golf Club           | Peter Thomson PO                             | 274                                          | -10                                          | £1000                                        | Joe Carr                    |
| 1957                                      | St Andrews Links, Old Course                 | Bobby Locke                                  | 279                                          | -9                                           | £1000                                        | Robin Galloway              |
| 1956                                      | Royal Liverpool Golf Club                    | Peter Thomson                                | 286                                          | -2                                           | £1000                                        | Joe Carr                    |
| 1955                                      | St Andrews Links, Old Course                 | Peter Thomson                                | 281                                          | -7                                           | £1000                                        | Joe Conrad                  |
| 1954                                      | Royal Birkdale Golf Club                     | Peter Thomson                                | 283                                          | -5                                           | £750                                         | Peter Toogood               |
| 1953                                      | Carnoustie                                   | Ben Hogan                                    | 282                                          | -6                                           | £500                                         | Frank Stranahan             |
| 1952                                      | Royal Lytham & St. Annes Golf Club           | Bobby Locke                                  | 287                                          | -1                                           | £300                                         | J W Jones                   |
| 1951                                      | Royal Portrush Golf Club                     | Max Faulkner                                 | 285                                          | -3                                           | £300                                         | Frank Stanahan              |
| 1950                                      | Royal Troon Golf Club                        | Bobby Locke                                  | 279                                          | -9                                           | £300                                         | Frank Stanahan              |
| 1949                                      | Royal St George's Golf Club                  | Bobby Locke                                  | 283                                          | -5                                           | £300                                         | Frank Stanahan              |
| 1948                                      | Muirfield Golf Links                         | Henry Cotton                                 | 284                                          | par                                          | £150                                         |                             |
| 1947                                      | Royal Liverpool Golf Club                    | Fred Daly                                    | 293                                          | +5                                           | £150                                         |                             |
| 1946                                      | St Andrews Links, Old Course                 | Sam Snead                                    | 290                                          | +2                                           | £150                                         |                             |
| 1940 t/m 1945 niet gespeeld vanwege WO-II |                                              |                                              |                                              |                                              |                                              |                             |
| 1939                                      | St Andrews Links, Old Course                 | Richard Burton                               | 290                                          |                                              | £100                                         |                             |
| 1938                                      | Royal St George's Golf Club                  | Reg Whitcombe                                | 295                                          |                                              | £100                                         |                             |
| 1937                                      | Carnoustie                                   | Henry Cotton                                 | 290                                          |                                              | £100                                         |                             |
| 1936                                      | Royal Liverpool Golf Club                    | Alf Padgham                                  | 287                                          |                                              | £100                                         |                             |
| 1935                                      | Muirfield Golf Links                         | Alf Perry                                    | 283                                          |                                              | £100                                         |                             |
| 1934                                      | Royal St George's Golf Club                  | Henry Cotton                                 | 283                                          |                                              | £100                                         |                             |
| 1933                                      | St Andrews Links, Old Course                 | Denny Shute                                  | 292                                          |                                              | £100                                         |                             |
| 1932                                      | Prince's Golf Club                           | Gene Sarazen                                 | 283                                          |                                              | £100                                         |                             |
| 1931                                      | Carnoustie                                   | Tommy Armour                                 | 296                                          |                                              | £100                                         |                             |
| 1930                                      | Royal Liverpool Golf Club                    | Bobby Jones                                  | 291                                          |                                              | £100                                         |                             |
| 1929                                      | Muirfield Golf Links                         | Walter Hagen                                 | 292                                          |                                              | £100                                         |                             |
| 1928                                      | Royal St George's Golf Club                  | Walter Hagen                                 | 292                                          |                                              | £100                                         |                             |
| 1927                                      | St Andrews Links, Old Course                 | Bobby Jones (Am)                             | 285                                          |                                              | -                                            |                             |
| 1926                                      | Royal Lytham & St. Annes Golf Club           | Bobby Jones (Am)                             | 291                                          |                                              | -                                            |                             |
| 1925                                      | Prestwick Golf Club                          | Jim Barnes                                   | 300                                          |                                              | £75                                          |                             |
| 1924                                      | Royal Liverpool Golf Club                    | Walter Hagen                                 | 301                                          |                                              | £75                                          |                             |
| 1923                                      | Royal Troon Golf Club, Old Course            | Arthur Havers                                | 295                                          |                                              | £75                                          |                             |
| 1922                                      | Royal St George's Golf Club                  | Walter Hagen                                 | 300                                          |                                              | £75                                          |                             |
| 1921                                      | St Andrews Links, Old Course                 | Jock Hutchison                               | 296                                          |                                              | £75                                          |                             |
| 1920                                      | Royal Cinque Ports Golf Club                 | George Duncan                                | 303                                          |                                              | £75                                          |                             |
| 1915 t/m 1919 niet gespeeld vanwege WO-I  |                                              |                                              |                                              |                                              |                                              |                             |
| 1914                                      | Prestwick Golf Club                          | Harry Vardon                                 | 306                                          |                                              | £50                                          |                             |
| 1913                                      | Royal Liverpool Golf Club                    | John Henry Taylor                            | 304                                          |                                              | £50                                          |                             |
| 1912                                      | Muirfield Golf Links                         | Edward Ray                                   | 295                                          |                                              | £50                                          |                             |
| 1911                                      | Prestwick Golf Club                          | Harry Vardon                                 | 303                                          |                                              | £50                                          |                             |
| 1910                                      | St Andrews Links, Old Course                 | James Braid                                  | 299                                          |                                              | £50                                          |                             |
| 1909                                      | Royal Cinque Ports Golf Club                 | John Henry Taylor                            | 291                                          |                                              | £30                                          |                             |
| 1908                                      | Prestwick Golf Club                          | James Braid                                  | 291                                          |                                              | £30                                          |                             |
| 1907                                      | Royal Liverpool Golf Club                    | Arnaud Massy                                 | 312                                          |                                              | £30                                          |                             |
| 1906                                      | Prestwick Golf Club                          | James Braid                                  | 300                                          |                                              | £30                                          |                             |
| 1905                                      | St Andrews Links, Old Course                 | James Braid                                  | 318                                          |                                              | £30                                          |                             |
| 1904                                      | Royal St George's Golf Club                  | Jack White                                   | 296                                          |                                              | £30                                          |                             |
| 1903                                      | Prestwick Golf Club                          | Harry Vardon                                 | 300                                          |                                              | £30                                          |                             |
| 1902                                      | Royal Liverpool Golf Club                    | Alexander Herd                               | 307                                          |                                              | £30                                          |                             |
| 1901                                      | Muirfield Golf Links                         | James Braid                                  | 309                                          |                                              | £30                                          |                             |
| 1900                                      | St Andrews Links, Old Course                 | John Henry Taylor                            | 309                                          |                                              | £30                                          |                             |
| 1899                                      | Prestwick Golf Club                          | Harry Vardon                                 | 310                                          |                                              | £30                                          |                             |
| 1898                                      | Prestwick Golf Club                          | Harry Vardon                                 | 307                                          |                                              | £30                                          |                             |
| 1897                                      | Royal Liverpool Golf Club                    | Harold Hilton (Am)                           | 314                                          |                                              | £30                                          |                             |
| 1896                                      | Prestwick Golf Club                          | Harry Vardon                                 | 316                                          |                                              | £30                                          |                             |
| 1895                                      | St Andrews Links, Old Course                 | John Henry Taylor                            | 332                                          |                                              | £30                                          |                             |
| 1894                                      | Royal St George's Golf Club                  | John Henry Taylor                            | 326                                          |                                              | £30                                          |                             |
| 1893                                      | Prestwick Golf Club                          | Willie Auchterlonie                          | 322                                          |                                              | £30                                          |                             |
| 1892                                      | Muirfield Golf Links                         | Harold Hilton (Am)                           | 305                                          |                                              | -                                            |                             |
| 1891                                      | St Andrews Links, Old Course                 | Hugh Kirkaldy                                | 166                                          |                                              | £10                                          |                             |
| 1890                                      | Prestwick Golf Club                          | John Ball jr. (Am)                           | 164                                          |                                              | -                                            |                             |
| 1889                                      | Musselburgh Links                            | Willie Park jr.                              | 155                                          |                                              | £8                                           |                             |
| 1888                                      | St Andrews Links, Old Course                 | Jack Burns                                   | 171                                          |                                              | £10                                          |                             |
| 1887                                      | Prestwick Golf Club                          | Willie Park jr.                              | 161                                          |                                              | £10                                          |                             |
| 1886                                      | Musselburgh Links                            | David Brown                                  | 157                                          |                                              | £10                                          |                             |
| 1885                                      | St Andrews Links, Old Course                 | Bob Martin                                   | 171                                          |                                              | £10                                          |                             |
| 1884                                      | Prestwick Golf Club                          | Jack Simpson                                 | 160                                          |                                              | £10                                          |                             |
| 1883                                      | Musselburgh Links                            | Willie Ferrie                                | 159                                          |                                              | £10                                          |                             |
| 1882                                      | St Andrews Links, Old Course                 | Bob Ferguson                                 | 171                                          |                                              | £10                                          |                             |
| 1881                                      | Prestwick Golf Club                          | Bob Ferguson                                 | 170                                          |                                              | £10                                          |                             |
| 1880                                      | Musselburgh Links                            | Bob Ferguson                                 | 162                                          |                                              | £10                                          |                             |
| 1879                                      | St Andrews Links, Old Course                 | Jamie Anderson                               | 169                                          |                                              | £10                                          |                             |
| 1878                                      | Prestwick Golf Club                          | Jamie Anderson                               | 157                                          |                                              | £10                                          |                             |
| 1877                                      | Musselburgh Links                            | Jamie Anderson                               | 160                                          |                                              | £10                                          |                             |
| 1876                                      | St Andrews Links, Old Course                 | Bob Martin                                   | 176                                          |                                              | £10                                          |                             |
| 1875                                      | Prestwick Golf Club                          | Willie Park                                  | 166                                          |                                              | £6                                           |                             |
| 1874                                      | Musselburgh Links                            | Mungo Park                                   | 159                                          |                                              | £6                                           |                             |
| 1873                                      | St Andrews Links, Old Course                 | Tim Kidd                                     | 179                                          |                                              | £6                                           |                             |
| 1872                                      | Prestwick Golf Club                          | Tom Morris jr.                               | 166                                          |                                              | £6                                           |                             |
| 1871                                      | niet gespeeld vanwege ontbreken prijs/trofee | niet gespeeld vanwege ontbreken prijs/trofee | niet gespeeld vanwege ontbreken prijs/trofee | niet gespeeld vanwege ontbreken prijs/trofee | niet gespeeld vanwege ontbreken prijs/trofee |                             |
| 1870                                      | Prestwick Golf Club                          | Tom Morris jr.                               | 149                                          |                                              | £6                                           |                             |
| 1869                                      | Prestwick Golf Club                          | Tom Morris jr.                               | 154                                          |                                              | £6                                           |                             |
| 1868                                      | Prestwick Golf Club                          | Tom Morris jr.                               | 157                                          |                                              | £6                                           |                             |
| 1867                                      | Prestwick Golf Club                          | Tom Morris sr.                               | 170                                          |                                              | £6                                           |                             |
| 1866                                      | Prestwick Golf Club                          | Willie Park                                  | 169                                          |                                              | £6                                           |                             |
| 1865                                      | Prestwick Golf Club                          | Andrew Strath                                | 162                                          |                                              | £6                                           |                             |
| 1864                                      | Prestwick Golf Club                          | Tom Morris sr.                               | 167                                          |                                              | £6                                           |                             |
| 1863                                      | Prestwick Golf Club                          | Willie Park                                  | 168                                          |                                              | -                                            |                             |
| 1862                                      | Prestwick Golf Club                          | Tom Morris sr.                               | 163                                          |                                              | -                                            |                             |
| 1861                                      | Prestwick Golf Club                          | Tom Morris sr.                               | 163                                          |                                              | -                                            |                             |
| 1860                                      | Prestwick Golf Club                          | Willie Park                                  | 174                                          |                                              | -                                            |                             |

## Trivia
- Jack Burns won in 1888 nadat bleek dat David Anderson (geb. 5 oktober 1874) zijn scorekaart verkeerd had ingevuld. Hierdoor eindigde Anderson op de tweede plaats.
- Frank Stanahan was ook in 1947 de beste amateur, maar toen bestond de zilveren medaille nog niet.